# Charles Hamilton, V conte di Haddington
Charles Hamilton, V conte di Haddington (1650 – Tyninghame House, 1685), è stato un nobile scozzese.

## Biografia
Era il figlio di John Hamilton, IV conte di Haddington, e di sua moglie, lady Christiana Lindsay.
Successe ai titoli di suo padre nel 1669. Non era una figura politicamente attiva, ma era complessivamente favorevole alle macchinazioni del duca di Hamilton con Lauderdale. Si rifiutò di firmare il Test Act del 1681.

## Matrimonio
Sposò, l'8 ottobre 1674, Margaret Leslie, contessa di Rothes (?-20 agosto 1700), figlia di John Leslie, I duca di Rothes. Lady Margaret era erede della contea di Rothes, ma non del ducato. Nei termini del contratto di matrimonio, per evitare che il titolo Rothes si estinguesse era stato disposto che ogni figlio primogenito avrebbe assunto il cognome Leslie, ed avrebbe ereditato la contea di Rothes e ogni figlio secondogenito sarebbe diventato erede della contea di Haddington. Ebbero quattro figli:
- John Leslie, IX conte di Rothes (1675-9 maggio 1722);
- Charles Hamilton (morto in tenera età);
- Thomas Hamilton, VI conte di Haddington (5 settembre 1680-28 novembre 1735);
- Lady Anna Hamilton (morta in tenera età).

## Morte
Morì nel 1685 a Tyninghame House.